# Palude di Allen

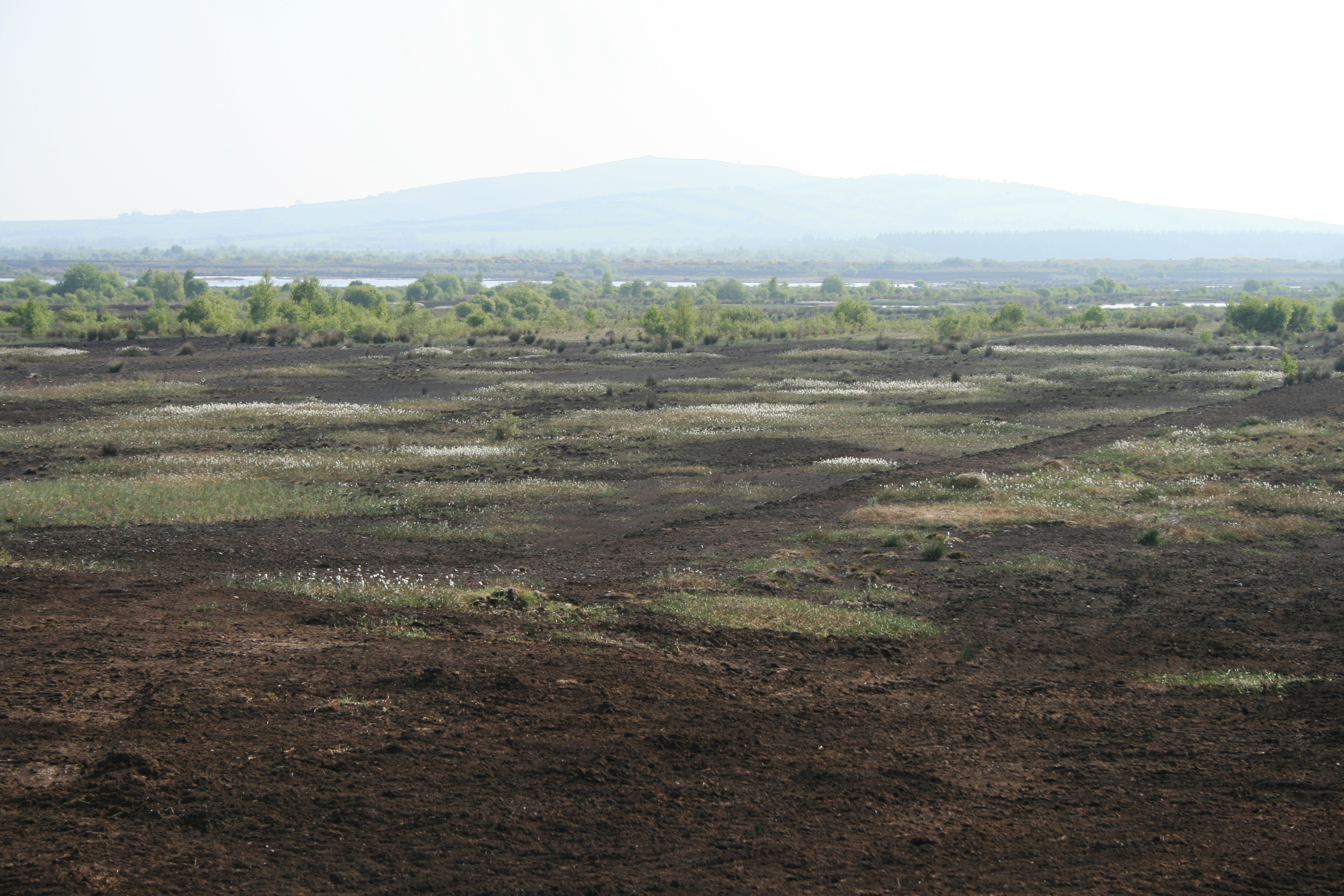
Palude di Allen

La palude di Allen (in irlandese Móin Alúine, in inglese Bog of Allen) è una vasta palude di torba situata nell'Irlanda centrale tra i fiumi Shannon e Liffey. La palude, estesa per 958 km², occupa parti delle contee di Offaly, Kildare, Laois e Westmeath.
L'Irish Peatland Conservation Council descrive il luogo come "un'importante area per la torba, così come per il patrimonio naturale irlandese ed il Libro di Kells." Tuttavia la palude è attualmente minacciata, dopo secoli di sfruttamento agricolo e la recente speculazione edilizia. Sono previste opere per salvare il territorio e preservare il suo fragile stato ecologico.
La torba viene estratta meccanicamente su larga scala dal Bórd na Móna, l'ente pubblico governativo cui è affidata la produzione del combustibile. Nella zona ci sono molti tratti di ferrovia a scartamento ridotto per il trasporto della torba dai campi di estrazione agli impianti per la raffinazione o per la combustione. Altra attività economica è l'allevamento che sfrutta le zone marginali della palude.
La palude è attraversata dal Grand Canal e dal Royal canal, anche se quest'ultimo non è più utilizzato.